# Krstac (Gora)
Pour les articles homonymes, voir Krstac.
Kërstec en albanais et Krstac en serbe latin (en serbe cyrillique : Крстац) est une localité du Kosovo située dans la commune/municipalité de Dragash/Dragaš et dans le district de Prizren/Prizren. Selon le recensement de 2011, elle compte 420 habitants.
Selon le découpage administratif de la Serbie, la localité fait partie de la municipalité de Gora. Les deux villages de Gornji Krstac et de Donji Krstac ont été réunis par l'administration du Kosovo pour constituer la localité de Krstac.

## Démographie

### Évolution historique de la population dans la localité
| 1948 | 1953 | 1961 | 1971 | 1981 | 1991 | 2011 |
| ---- | ---- | ---- | ---- | ---- | ---- | ---- |
| 242  | 229  | 247  | 292  | 415  | 437  | 420  |

|  |

### Répartition de la population par nationalités (2011)
En 2011, les Bosniaques représentaient 57,85 % de la population et les Gorans 38,33 %.